# Batis de l'Àfrica oriental
La batis de l'Àfrica oriental (Batis orientalis) és un ocell de la família dels platistèirids (Platysteiridae).

## Hàbitat i distribució
Habita sabanes obertes i estepes amb acàcies del nord de Nigèria, sud de Níger, Camerun, centre i sud de Txad, República Centreafricana, sud del Sudan, nord-est d'Uganda, Etiòpia, Eritrea, Djibouti, Somàlia i nord-oest i nord-est de Kenya.